# Tino Brandt
Tino Brandt (* 30. Januar 1975 in Saalfeld/Saale) war in den 1990er Jahren einer der aktivsten Neonazi-Kader in Thüringen, Landesvizevorsitzender der NPD sowie Mitinitiator und Kopf des „Freie Kameradschafts“-Netzwerkes „Thüringer Heimatschutz“ (THS). Seine Enttarnung als V-Person des Thüringer Verfassungsschutzes im Mai 2001 sorgte bundesweit für Aufsehen. Im Dezember 2014 wurde er wegen sexuellen Missbrauchs von Kindern und Jugendlichen, Beihilfe zu sexuellem Missbrauch und Förderung illegaler Prostitution in 66 Fällen zu fünfeinhalb Jahren Freiheitsstrafe verurteilt.

## Brandts Neonazi-Karriere bis zu seiner Enttarnung
Der aus Rudolstadt stammende Tino Brandt wurde Anfang der 1990er Jahre in der rechtsextremistischen Szene aktiv und schnell zu einem der wichtigsten Neonazis in Thüringen. Schon als Schüler rief er in seiner Heimatstadt „national befreite Zonen“ aus. Ab 1992 war er mehrfach Mitorganisator und Anmelder von Kundgebungen.

### Aktivitäten in Bayern
Im Mai 1993 zog Brandt von Landau an der Isar nach Regensburg, um für die rechtsextreme Organisation Nationaler Block (NB) einen Kader aufzubauen. Der NB war seinerzeit der bayerische Ableger der Gesinnungsgemeinschaft der Neuen Front, die u. a. von dem Neonazi Michael Kühnen gegründet worden war, er wurde am 7. Juni 1993 vom Bayerischen Innenministerium verboten. Brandt war damals vielfältig mit Neonazi-Organisationen vernetzt und verteilte u. a. Infomaterial für den Freundeskreis Freiheit für Deutschland, eine rechtsextreme Organisation, die im August 1993 verboten wurde. In diesem Zusammenhang wurde zwei Monate später von der Staatsanwaltschaft Bochum ein Ermittlungsverfahren wegen „Aufstachelung zum Rassenhaß“ gegen Brandt eröffnet.
In Regensburg trat Brandt eine Ausbildungsstelle in einem Supermarkt an und lebte zu dieser Zeit in einem Lehrlingsheim des Kolpingwerks. Er geriet mit seiner nationalsozialistischen Propaganda ins Blickfeld von Antifa-Gruppen, die daraufhin Flugblätter mit folgender Überschrift an seiner Arbeitsstelle verteilten: „Brand(t)stifter bei MEISTER? Es bedient Sie TINO BRANDT…“ Nach einer Strafanzeige durch Brandt resultierte daraus ein Gerichtsprozess wegen Verleumdung, in dem zwei Personen, die Flugblätter verteilten, zu einer Geldstrafe verurteilt wurden. Bereits kurz vor dem Prozess wurde die Ausbildung Brandts abgebrochen. Zur Frage, ob Brandt in seiner Regensburger Zeit für den Bayerischen Verfassungsschutz arbeitete, hat die bayerische Landtagsabgeordnete Maria Scharfenberg (Bündnis 90/Die Grünen) im November 2011 eine Anfrage an die bayerische Staatsregierung gestellt. Aus der Antwort des bayerischen Innenministers Hermann vom Januar 2012 geht hervor, dass Brandt bereits Anfang der 1990er vom bayerischen Verfassungsschutz überwacht, jedoch nicht kontaktiert wurde. Er habe auch nicht in Diensten des Bayerischen Landesamts für Verfassungsschutz gestanden, ein Informationsaustausch zwischen den Landesämtern für Verfassungsschutz Thüringen und Bayern habe aber stattgefunden.

### Tätigkeit für den Thüringer Verfassungsschutz
Anschließend zog Brandt nach Thüringen um und ließ sich dort vom Verfassungsschutz als Spitzel anwerben. Er organisierte am 14. Mai 1994 ein Rechtsrockkonzert in Rudolstadt, zu dem etwa 350 Neonazis aus der gesamten Bundesrepublik anreisten. Zur selben Zeit trat erstmals die „Anti-Antifa Ostthüringen“ an die Öffentlichkeit, aus der 1996/97 das Kameradschaftsnetzwerk Thüringer Heimatschutz (THS) hervorging. Brandt war eine Kontaktperson und zusammen mit Ralf Wohlleben und André Kapke aus Jena Mitinitiator und -organisator der Anti-Antifa und des THS. Offiziell war er Pressesprecher der Organisation, deren 2000 eingerichtete Website auf ihn angemeldet war. Brandt galt als der Kopf des Netzwerkes, der entscheidend zur bundesweiten Vernetzung der Thüringer Neonaziszene beitrug.
1996 bildete sich um Brandt der Deutsche Freundeskreis (DFK), dessen Hauptbetätigungsfeld die Rekrutierung und Vernetzung rechtsextremer Jugendlicher im Raum um Saalfeld und Rudolstadt war. Ab Mitte der 1990er Jahre arbeitete er als kaufmännischer Angestellter bei dem rechtsextremistischen Nation und Europa-Verlag in Coburg, war weiterhin Korrespondent der neonazistischen, von Frank Schwerdt herausgegeben Berlin-Brandenburger Zeitung und unter dem Pseudonym „Till Eulenspiegel“ in dem Mailboxsystem Thule-Netz aktiv.

### Fränkischer Heimatschutz und stellvertretender Landesvorsitzender der Thüringer NPD
Claus Nordbruch verbreitete später die Information, dass der bayerische Verfassungsschutz Brandt nach seinem Umzug nach Franken anwerben wollte. Für Nation und Europa war er beispielsweise auch an der Ausgestaltung eines Kongresses der Gesellschaft für freie Publizistik (GfP) beteiligt. An seinem Arbeitsort Coburg gründete er mit dem Fränkischen Heimatschutzbund ein weiteres Netzwerk nach dem Vorbild des THS. Brandt nahm mit anderen Neonazi-Kadern an einer Reise nach Südafrika zu Claus Nordbruch teil, wo sie unter anderem Schießübungen abhielten. Ab 1999 wirkte er als Landespressesprecher und ab April 2000 auch als stellvertretender Landesvorsitzender der thüringischen NPD. Das Amt als Pressesprecher der NPD musste er aus „technischen Gründen“ niederlegen, nachdem drei Verfahren wegen „Verwendens von Symbolen verfassungswidriger Organisationen“ gegen ihn bei der Staatsanwaltschaft Gera anhängig waren und mehrere Hausdurchsuchungen bei ihm stattgefunden hatten. Im Sommer 2000 war er außerdem führend an der Gründung des Landesverbandes der NPD-Jugendorganisation JN beteiligt. Im selben Jahr erhielt er durch einen Mitarbeiter des Thüringer Landesamtes für Verfassungsschutz 2000 DM, die er den flüchtigen Mitgliedern der später als Nationalsozialistischer Untergrund enttarnten rechtsterroristischen Gruppe übergeben sollte, damit diese sich falsche Pässe beschaffen können. Mithilfe der neuen Ausweise wollte man den Gesuchten auf die Spur kommen, und durch die Geldspende sollte zugleich Brandts Ansehen in der Szene gestärkt werden. Brandt übergab das Geld nicht wie geplant direkt, sondern an einen weiteren Mittelsmann. Die NSU-Mitglieder beschafften sich Ausweise, wobei nicht bekannt ist, ob sie die 2000 DM des Verfassungsschutzes tatsächlich erhalten haben.

## Enttarnung als Spitzel des Thüringer Verfassungsschutzes im Mai 2001

### Enttarnung durch Medien
Am 12. Mai 2001 berichtete die Thüringer Allgemeine (TA), die Landesverfassungsschutzbehörde Thüringen führe den Neonazi Tino Brandt seit mehreren Jahren als Spitzel. Die TA observierte im Vorfeld ihrer Veröffentlichungen ein Treffen von Brandt mit seinem Verbindungsmann beim Verfassungsschutz. Sowohl Brandt als auch die NPD leugneten zunächst. Auch Innenminister Christian Köckert (CDU) und der Präsident des Landesamtes, Thomas Sippel, wiegelten ab. In einem Interview mit der Zeitschrift Der Spiegel vom 21. Mai 2001 gestand Tino Brandt schließlich selbst, seit 1994 unter dem Decknamen „Otto“ für den Verfassungsschutz in Thüringen gearbeitet zu haben. Zu Beginn des Jahres 2001 hatte er seine Tätigkeit nach eigenen Angaben eingestellt, doch gab es nach seiner „Abschaltung“ noch sieben Nachbereitungstreffen mit dem Amt. Der Grund für die Beendigung der Zusammenarbeit soll eine Veranstaltung der Jenaer Burschenschaft Jenensia am 1. Dezember 1999 gewesen sein, bei der der Coburger Rechtsextremist Peter Dehoust, Herausgeber von Nation und Europa und damit Brandts Arbeitgeber, als Referent auftrat. Bei der vom VS observierten Veranstaltung stellte der THS, darunter auch Brandt, den Saalschutz. Der Eklat um den Jenaer Auftritt von Dehoust führte dazu, dass sich eine Gruppe Burschenschafter und Alte Herren von der Jenensia abspaltete und angeblich unter Beteiligung von Brandt die rechtsextreme Burschenschaft Normannia zu Jena gründete. Nach der Beendigung der Zusammenarbeit durch den Geheimdienst und der nahezu zeitgleichen Enttarnung Thomas Dienels wurden jedoch die Informationen knapp, so dass sich der langjährige Verbindungsmann Brandts im Verfassungsschutz nachdrücklich für dessen Reaktivierung einsetzte und wieder fast wöchentlich Treffen in Coburg stattfanden.

### Zahlungen des Verfassungsschutzes an Tino Brandt
In der gesamten Zeit erhielt Brandt für seine Mitarbeit über 200.000 DM, das heißt wöchentlich etwa 800 DM Honorar. Brandt lieferte dafür Informationen über geplante oder durchgeführte gewalttätige Übergriffe von Neonazis auf politische Gegner und untereinander, Einschätzungen von Demonstrationen und Aufmärschen, identifizierte Personen auf vorgelegten Fotos und gab später Auskünfte über interne Kommentare und Beschlüsse der NPD. Brandt erklärte später in der Thüringer Allgemeinen, er habe das Geld vor allem zur Finanzierung von rechtsextremen Aktivitäten genutzt. Wenig später trat er von seinen Ämtern zurück und aus der NPD aus, um „die Partei nicht länger (zu) belasten.“ Der Pressesprecher Ralf Wohlleben gab dazu die Erklärung ab, „daß weder der Landesvorstand der NPD Thüringen noch der Parteivorstand Kenntnis von der Tätigkeit Tino Brandts hatten. Es ist auch nicht eine einzige Mark vom Salär in Parteikassen geflossen.“ Brandt bestätigte dies in einer Sendung des ZDF und gab an, dass er die Gelder des Verfassungsschutzes für seine politische Tätigkeit außerhalb der NPD, insbesondere für den Thüringer Heimatschutz, verwendet habe. So seien beispielsweise die Herstellung von Handzetteln für eine breite Öffentlichkeitskampagne und andere Werbeoffensiven des THS finanziert worden. Der NPD-Justiziar Hans Günter Eisenecker legte von sich aus nach Brandts Enttarnung ein Mandat für dessen Verteidigung nieder.
Teile der rechtsextremistischen Szene wie um das Internetportal Die Kommenden versuchten in den Debatten der Folgezeit, Brandt als homosexuell zu „enttarnen“ und ihn in der überwiegend homophoben Neonazi-Szene damit weiter zu diskreditieren. Nach der Enttarnung des Neonazi-Kaders Thomas Dienel als V-Mann des Verfassungsschutzes ein Jahr zuvor war dies ein weiterer Skandal. Die Affäre um Dienel hatte zu einer internen Krise des thüringischen Landesamtes und der Ablösung seines Präsidenten Helmut Roewer geführt. Nach der erneuten Enttarnung wurden starke Vorwürfe gegenüber dem neuen Amtschef Thomas Sippel und Innenminister Christian Köckert erhoben. Sippel hatte nach seiner Amtsübernahme versprochen, es würden keine führenden Köpfe der Neonaziszene mehr angeworben oder auch nur geführt werden. Es wurde jedoch bekannt, dass zu diesem Zeitpunkt noch sechs bis sieben Führungspersonen der NPD in Thüringen von Geldern des Verfassungsschutzes leben sollten. Der PDS-Landtagsabgeordnete Carsten Hübner fragte daher, welchen Sinn das Programm für Aussteiger des Bundesamtes für Verfassungsschutz ergebe, wenn Aktivisten auch erhebliche Summen erhalten, „ohne auszusteigen und offenbar auch ohne verwertbare Informationen zu liefern“.
Überdies wurde bekannt, dass sowohl Köckert als auch Sippel die Unwahrheit gesagt hatten. Köckert behauptete, Brandt sei bereits 2000, also noch unter Roewer, „abgeschaltet“ worden, und er habe als Dienstherr keine Kenntnis von dem Neonazi als inoffiziellen Mitarbeiter gehabt. Allerdings wird in einer Dienstaufsichtsbeschwerde vom Juni 2000, verfasst von einem Verfassungsschutz-Referatsleiter an einen hohen Beamten im Innenministerium, ausdrücklich dieser Fall benannt, und dies, nachdem die Geschäfte des Geheimdienstes mit Dienel aufgeflogen waren. Der Landtagsabgeordnete Bodo Ramelow (PDS) konnte überdies belegen, dass Köckert schon seit der Beurlaubung Roewers von Brandts V-Mann-Diensten Kenntnis hatte. Außerdem hatte Roewer Brandt tatsächlich abgeschaltet, doch reaktivierte der damals amtierende Verfassungsschutzpräsident und baldige Vizepräsident Peter Nocken nach Rücksprache mit dem Erfurter Innenstaatssekretär Georg Brüggen, der später Staatskanzleichef in Sachsen wurde, den NPD-Landesvize praktisch wieder. Sippel wiederum hatte versichert, Ende Januar 2001 endgültig Brandt die Zusammenarbeit aufgekündigt zu haben. Sieben konspirative „Nachsorgetreffen“, bei denen der Rechtsextremist insgesamt 6900 Mark kassierte, blieben dabei unerwähnt. Des Weiteren wurde der Verdacht geäußert, Nocken habe einem ebenfalls als V-Mann tätigen Blood-and-Honour-Aktivisten über eine bevorstehende Hausdurchsuchung Informationen zugespielt, da diese nach Angaben der Verfassungsschützer „klinisch rein“ gewesen sei.
Der für Brandt zuständige Thüringer Verfassungsschützer Reiner Bode hat die Zahlungen verteidigt. Vor dem NSU-Untersuchungsausschuss des Thüringer Landtages sagte Bode, Informanten seien entsprechend ihrem Wert bezahlt worden, und Brandt sei für das Landesamt ein Top-Zugang in die rechte Szene von ganz Deutschland gewesen.
2007 wurde bei einer Hausdurchsuchung die Aufzeichnung eines Gesprächs zwischen Brandt und Thorsten Heise gefunden. Im Gesprächsverlauf spricht Brandt offen über seine Tätigkeit als V-Mann. Das Band wurde jedoch erst 2012 ausgewertet.

## Ermittlungen gegen Tino Brandt

### Nähe zum NSU-Komplex
Am 26. Januar 2012 wurde Brandt von der Bundesanwaltschaft zur Zeugeneinvernahme nach Karlsruhe geladen. Er schilderte sein Verhältnis zu Uwe Mundlos, Uwe Böhnhardt und Beate Zschäpe, die im Verdacht stehen, den Kern der rechtsextremen Terrorgruppe Nationalsozialistischer Untergrund gebildet zu haben, als das eines Boten. Laut Aussage von André Kapke hingegen soll Brandt dem NSU im Untergrund geholfen haben. Vor dem NSU-Untersuchungsausschuss des Stuttgarter Landtags sagte Brandt im Februar 2018 aus, er habe Gelder des Verfassungsschutzes mit dessen Wissen an den NSU gespendet.
Auch eine mögliche Verbindung zum Polizistenmord von Heilbronn, bei dem 2007 die ebenfalls aus dem Landkreis Saalfeld-Rudolstadt stammende Michèle Kiesewetter getötet wurde, ist Gegenstand der staatsanwaltschaftlichen Überprüfung.
Während des NSU-Prozesses sagte Brandt aus, dass er vom Verfassungsschutz vor Polizei-Durchsuchungen gewarnt wurde. Des Weiteren habe ihm zu Beginn seiner Spitzeltätigkeit in den 1990er Jahren einer seiner V-Mann-Führer „regelmäßig“ Informationsmaterial zur Antifa-Szene gegeben. Zudem habe der Verfassungsschutz ihm sowohl Geld für technische Ausrüstung als auch Telefonkosten gezahlt. Im März 2015 berichtete die dpa über Falschaussagen von Tino Brandt im NSU-Prozess.

### Verurteilung wegen Kindesmissbrauchs und verwandter Delikte
Im Dezember 2014 wurde Brandt vom Landgericht Gera wegen sexuellen Missbrauchs von Kindern und Jugendlichen, Beihilfe zu sexuellem Missbrauch und Förderung von Prostitution in 66 Fällen zu fünfeinhalb Jahren Haft verurteilt. In 91 weiteren Verdachtsfällen wurde das Verfahren eingestellt, da das Gericht sich auf die schwereren Verdachtsfälle konzentrierte. Brandt gab vor Gericht zu, sich an einem Kind und mehreren Jugendlichen unter 18 Jahren vergangen zu haben. Außerdem gestand er, Minderjährige an Freier gegen Geld vermittelt zu haben. Laut dem Gericht verübte Brandt die Straftaten im Zeitraum von Mitte 2011 bis Mitte 2014. Brandt habe zu den aus prekären Verhältnissen stammenden Opfern freundschaftliche Beziehungen aufgebaut und gepflegt. Teilweise hatte Brandt die Missbrauchsopfer selber in seinem Auto zu den Terminen mit den Freiern gefahren.

### Anklage wegen Betrugsdelikten
Aus der Antwort vom März 2012 auf eine parlamentarische Anfrage von Martina Renner von der Thüringer Landtagsfraktion Die Linke geht hervor, dass gegen Brandt seit 1994 35-mal unter anderem wegen Volksverhetzung, Landfriedensbruchs, Sachbeschädigung, Betrugs und der Bildung krimineller Vereinigungen ermittelt wurde. Die Mehrzahl der Verfahren wurde eingestellt. Achtmal wurde Brandt angeklagt, letztendlich jedoch nicht verurteilt.
Im September 2012 meldete Brandt Privatinsolvenz an, wobei sich die Forderungen der Gläubiger laut einem Bericht der Thüringer Allgemeinen auf einen siebenstelligen Betrag summieren. Zudem ermittelt die Staatsanwaltschaft nach einer Hausdurchsuchung im März 2012 wegen gewerbsmäßigen Bandenbetrugs gegen Brandt und 13 Personen aus seinem Umfeld. Sie sollen Geld über Versicherungsbetrug mit fingierten Arbeitsunfällen in ihrer Firma beschafft haben. Dabei soll laut einem Bericht der Polizei in Saalfeld ein Schaden von ca. 1,86 Millionen Euro entstanden sein. Mehrere Beschuldigte gaben Geständnisse ab und gaben an, dass Brandt „Organisator und Drahtzieher“ gewesen sei und große Teile des Geldes für sich genommen habe. Auch ein durch Brandt vorgenommener Hauskauf in Heilbronn im Jahr 2004 wurde untersucht. Da der Kaufpreis nie beglichen wurde, verkaufte der Zwangsverwalter der Bank das Objekt im Jahr 2008 wieder. Anfang März 2017 wurde bekannt, dass die Staatsanwaltschaft Gera Anklage gegen Brandt und 13 weitere Personen wegen Versicherungsbetrugs erhoben hat. Der Prozess beim Landgericht Gera sollte am 11. April 2018 beginnen, wurde aber vertagt, da zwei Angeklagte nicht erschienen waren. Am 21. August 2019 befand das Landgericht Gera Brandt des Betrugs im großen Stil für schuldig. Es verurteilte ihn zu einer Gesamtfreiheitsstrafe (zusammen mit dem ebenfalls vom Landgericht Gera verhandeltene Verfahren wegen Kindesmissbrauchs) von sechs Jahren und neun Monaten. Außerdem soll Brandt 134.000 Euro für den entstandenen Schaden zahlen.
Brandt trat seine Haftstrafe in der Justizvollzugsanstalt Tonna an, wurde am 16. Januar 2020 aber wieder aus dem Vollzug entlassen. Gegen das Urteil im Verfahren wegen Kindesmissbrauch war in der Zwischenzeit Revision eingelegt worden. Auch gegen das Urteil im Betrugsprozess legte Brandt Revision ein. Im April 2022 entsprach der Bundesgerichtshof diesem Revisionsantrag teilweise und verwies den Fall zurück an das Landgericht Gera. Dort wurde Brandt im April 2023 zu einer Gesamtfreiheitsstrafe von sechseinhalb Jahren verurteilt. Der Strafrest wurde auf Bewährung ausgesetzt, da der Angeklagte bereits mehr als zwei Drittel verbüßt hat. Das Urteil ist rechtskräftig.